# Saimiri cassiquiarensis macrodon
Il saimiri dell'Ecuador (Saimiri cassiquiarensis macrodon (Elliot, 1907) è una sottospecie del saimiri di Humboldt (S. cassiquiarensis).

## Descrizione
Il saimiri dell'Ecuador presenta una lunghezza (dalla testa alla base della coda) compresa tra i 25 e i 32 centimetri (9,8-12,6 pollici), mentre la coda da sola è lunga 34-44 centimetri (13-17 pollici). I maschi pesano tra i 885 e i 1 380 grammi (31,2-48,7 once), mentre le femmine pesano tra i 590 e i 1 150 grammi (21-41 once). La loro colorazione è simile a quella dei saimiri della Guiana, ma presenta una colorazione più scura.

## Distribuzione e habitat
Il saimiri dell'Ecuador è presente nell'Amazzonia brasiliana occidentale, nella Colombia meridionale, nell'Ecuador orientale e nel Perù settentrionale ed orientale. Vive in foreste umide tropicali e subtropicali, prediligendo le foreste dense, sebbene sia in grado di vivere anche nelle foreste secondarie. Può vivere ad altitudini fino a 1 200 metri (3 900  piedi), ma dove è stato studiato, in Ecuador, predilige altitudini inferiori ai 500 metri (1 600 piedi).

## Tassonomia
Originariamente, era considerata una sottospecie del saimiri della Guiana (Saimiri sciureus), ma è stata elevata come specie separata, S. macrodon, sulla base di uno studio del 2009 di Carretero-Pinzón, et al.. Sulla base di una successiva ricerca genetica di Jessica Lynch Alfaro et al. l'animale è stato nuovamente classificato come una sottospecie del saimiri di Humboldt (S. cassiquiarensis).